# Ulrich von Attems
Ulrich von Attems (* 1082 in Attems, Friaul; † 1170) war ein italienischer Adliger aus der Familie derer von Attems. Er war zeitweise Vikar der Markgrafschaft Tuszien (der heutigen Toskana).

## Leben
Ulrich von Attems war der Sohn Konrad von Attems (1052–1106) und Ministerialer des Staufers König Konrad III., der sich als Erbe Heinrichs V. ansah. Daher bemühte dieser sich 1128 bis 1130 gegen den päpstlichen Widerstand um die Inbesitznahme der Mathildischen Güter. Der Welfe Heinrich der Stolze erhielt Tuszien von Lothar III. von Supplinburg. Kurz vor dem Tod Heinrichs 1139 wurde Ulrich von Attems von Konrad als Vikar der Markgrafschaft Tuszien eingesetzt. Dies führte zu weiteren Konflikten Konrads mit den Welfen. Ulrich hatte in der Folge Schwierigkeiten, seine Macht in Tuszien zu festigen. Nach dem Tode Konrads 1152 erhielt der Welfe Welf VI. neben dem Herzogtum Spoleto auch die Markgrafschaft Tuszien zurück. Der Tod Ulrich von Attems ist für das Jahr 1170 belegt.